# Arbeitserziehungslager Farge

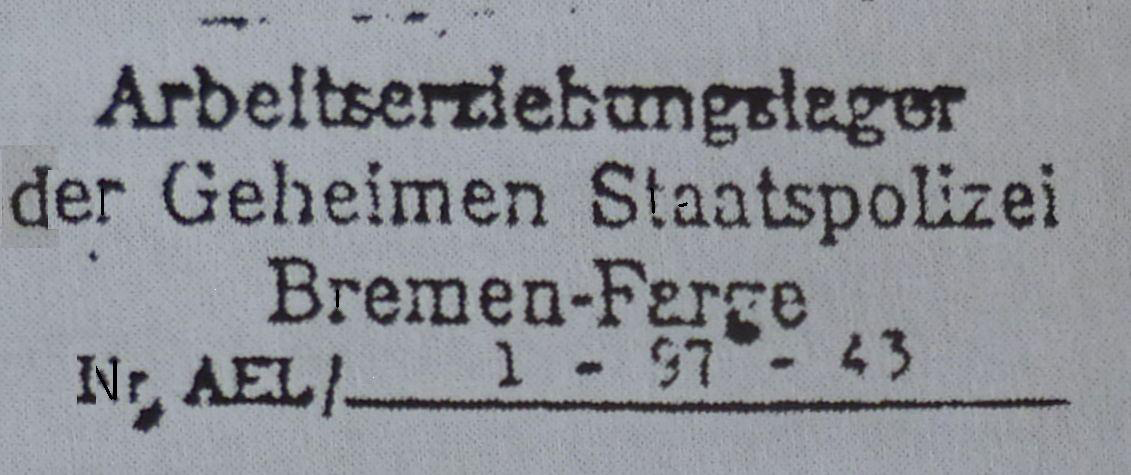
Briefkopf des Gestapo-Arbeitserziehungslagers Bremen-Farge

Das Arbeitserziehungslager Farge (kurz AEL Farge) war in der Zeit des Nationalsozialismus eines der ersten und größten Arbeitserziehungslager im heutigen Niedersachsen. Es wurde von der Gestapo Bremen geführt und befand sich nacheinander an drei Standorten in Farge und im Grenzgebiet der damaligen Gemeinden Neuenkirchen und Rekum. Heute befinden sich die ehemaligen AEL-Standorte in den Bundesländern Niedersachsen und Bremen. Das AEL Farge existierte von 1940 bis 1945 und wurde seit Februar 1942 von ca. 7-8000 Häftlingen durchlaufen.
Es gehörte zu den insgesamt sieben nationalsozialistischen Lagern in der Region Farge/Rekum und Neuenkirchen/Schwanewede, die der Unterbringung von Bau- und Wachpersonal, freiwilligen Arbeitskräften sowie zur Zwangsarbeit gezwungenen Menschen (Kriegsgefangene, Häftlinge und Zwangsarbeiter) für mehrere militärische Groß-Bauvorhaben dienten.

## Geschichte
Im Gemeinschaftslager Tesch, einem Arbeiterwohnlager auf der Baustelle des Wifo-Tanklagers Farge, richtete die Gestapo im Mai 1940 eines der ersten sogenannten Arbeitserziehungslager überhaupt ein, das AEL-Farge für 30 Häftlinge. Wer in seinem Betrieb wegen Widersetzlichkeit, unzureichender Arbeitsleistung oder anderer Vergehen bei der Betriebsleitung angezeigt wurde (sogenannter Arbeitsbummelant), den verschleppte die Gestapo unter Umgehung des Rechtsweges in Arbeitserziehungslager, um ihn dort für maximal 56 Tage (in Ausnahmefällen 77 Tage) zu drangsalieren, zu quälen und durch Zwangsarbeit zu disziplinieren. Ein AEL war faktisch ein rechtsfreier Raum. Sogenannte „Arbeitsniederlegung“ war ein häufiges Delikt im Nationalsozialismus. Laut ihren Monatsberichten nahm die Gestapo beispielsweise im Dezember 1941 insgesamt 14 784 Personen fest, davon 9058 wegen „Arbeitsniederlegungen“, 2843 wegen „Opposition“, 927 wegen „Kommunismus und Marxismus“, 476 wegen „verbotener Umgang mit Polen oder Kriegsgefangenen.“, 306 wegen „Juden“, 272 wegen „Wirtschaft“ und 102 wegen „katholischer/evangelischer Kirchenbewegung“. Einweisungen in das AEL Farge veranlassten u. a. die Firma Focke-Wulf Flugzeugbau G.m.b.H. Bremen, Deschimag-AG Weser, die Norddeutsche Hütte in Bremen, die Stadtwerke/Gaswerke Bremen und die Bremer Vulkan Werft, sowie diverse Betriebe im Raum Verden. Betroffen waren Zivil- und Zwangsarbeiter und Kriegsgefangene, darunter Russen, Polen, Dänen, Holländer, Belgier, Franzosen, und auch Deutsche. Das AEL Farge hatte Außenstellen, u. a. in Oldenburg (von Dezember 1944 bis April 1945, Polizeigefängnis Stedinger Str. 103), Osnabrück (von 1944 bis 1. April 1945 AEL Ohrbeck), Wilhelmshaven(AEL Gelbkreuz) und auf Norderney und Wangerooge.
Im AEL konnten Strafmaßnahmen wie Essensentzug und Einzelhaft in Strafzellen zusätzlich angewandt werden.
„Im Lager gab es Strafzellen, die im Höchstfalle zweieinhalb Meter mal ein Meter waren. Dort war nur Platz genug für eine Holzpritsche und ein Raum zum Stehen am Fussende. In der Zelle konnte der Gefangene nicht auf und ab gehen. In der Zelle war es ziemlich dunkel. Bei meinen Inspektionen des Lagers habe ich die Gefangenen in den Zellen besucht. Es gab auch Essensentzug als Strafe, besonders für Nahrungsmitteldiebstähle. Soviel ich weiss gab es keine anderen offiziellen Strafen. Ich habe energisch gegen Bestrafung durch Kostentzug protestiert und auch gegen die Beschaffenheit der Zellen Einspruch erhoben. Bekam aber den Bescheid vom Lagerführer, dass sie den einschlägigen Vorschriften entsprachen.“
Das AEL Farge als Instrument sadistischen Gestapo-Terrors zeigt der Fall dreier polnischer Zwangsarbeiter. Der 21-jährige Stanislaw Rutkowski, der 24-jährige Feliks Puchalski und der 20-jährige Marian Krolikowski hatten in Achim bei Bremen mehrere Einbrüche begangen und waren in das AEL Farge verbracht worden. Nach sechs Wochen im AEL Farge wurden sie von der Gestapo am 23. März 1944 in Achim öffentlich erhängt, was auch den einschlägigen Vorschriften entsprach („Sonderbehandlung“, siehe Runderlass Heinrich Himmlers vom 20. Februar 1941)

### Belegung
Die Belegung des AEL stieg von ca. 30 im Jahr 1940 auf über 60 im Jahr 1941. Daraufhin wurde es Ende 1941 in das Arbeiterwohnlager Marinegemeinschaftslager Neuenkirchen am Rande der Baustelle des Kriegsmarine-Öllagers in Rekum verlagert und von 1 auf 4 Baracken plus Funktionsgebäude erweitert, für 150-300 Insassen. Wegen weiter ansteigender Häftlingszahl wurde es im Oktober 1943 erneut verlagert, und zwar auf der Baustelle des Öllagers in einen neu erbauten Barackenkomplex am nahegelegenen Speckberg. Dort war es mit über 600 Häftlingen auf engstem Raum überbelegt. Jeden Dienstag und Freitag kamen neue Häftlinge an, 40 bis 60 pro Woche.
Auch gefangene Staatsangehörige von Staaten, die im Zweiten Weltkrieg neutral waren, konnten im AEL Farge untergebracht werden, darunter 30 irische Seeleute, die vom 6. Februar 1943 bis April 1945 im Lager waren. Ihre Lebensbedingungen im Lager waren etwas besser als im Durchschnitt, sie konnten Lebensmittelpakete vom Roten Kreuz erhalten, hatten Kontakt zur irischen Botschaft (Irish Legation) in Berlin und konnten sich ohne Bewachung außerhalb des Lagers aufhalten.
Nach dem Attentat auf Hitler am 20. Juli 1944 nahm die Gestapo zahlreiche Menschen fest und inhaftierte sie im AEL Farge für unbestimmte Zeit: ehemalige Funktionäre der seit 1933 verbotenen Parteien sowie sogenannte „jüdische Mischlinge“ und „jüdisch Versippte“. Unter ihnen war auch Studienrat Rudolf Hennig wegen seiner Weigerung, sich von seiner jüdischen Ehefrau Else Hennig scheiden zu lassen. Rudolf Hennig wurde, wie Willy Schramm und andere, von Walter Heidbreder bei seiner Aussage vor der britischen Besatzungsmacht am 8. Oktober 1945 als Zeuge benannt.

### Lebensbedingungen der Häftlinge
Die Lebensbedingungen waren für die allermeisten Häftlinge miserabel. Die Ernährung war seit 1942 stets völlig unzureichend, was der in Rekum niedergelassene praktische Arzt (Vertragsarzt) Walter Heidbreder, der per Notdienstverordnung vom 15. Oktober 1938 zur ärztlichen Betreuung der Bewohner bzw. Insassen der drei Lager Arbeitserziehungslager, Lager Tesch und Marinegemeinschaftslager Neuenkirchen ab 1. Februar 1942 dienstverpflichtet worden war, mit Schreiben an die Gestapo Bremen vom 21. September 1942, 14. Februar 1943, vom 23. Mai 1943 und 26. Januar 1944 wiederholt bemängelte.
Zahlreiche Häftlinge litten an Krankheiten wie eitrige Angina, Bronchitis, Lungen- oder Rippenfellentzündung, Nieren- und Blasenleiden, Krebs, Syphilis, aber auch an Verletzungen und Eiterungen der Füße (durch Holzschuhe), an Hundebissen (des im Mai 1942 angeschafften Diensthundes „Cito“), an Arbeitsunfällen, hungerbedingten Magen-Darmbeschwerden; sie konnten kaum oder nur eingeschränkt medizinisch behandelt werden. Im August 1942 kam es im AEL zu einer mittleren Diphtherie-Epidemie mit einem Todesfall, bald darauf zu einer größeren Ruhr-Epidemie mit ca. 80 Erkrankten und 11 Toten (9 Gefangene und 2 SS-Wachmänner). Auch Kommandant Walhorns 3-Monate alte Tochter starb. Vom 12. April bis Ende Mai 1944 stand das Lager wegen einer Fleckfieber-Epidemie unter Quarantäne, 152 Männer waren erkrankt, 14 verstarben (darunter 1 Wachmann).
Im AEL Farge kamen infolge von Schwerstarbeit (u. a. auf der Baustelle des U-Boot-Bunkers Valentin), Unterernährung, Seuchen (Diphtherie, Fleckfieber, Ruhr), Bekleidungsmangel, sowie Misshandlungen und Tötungen durch das Lagerpersonal mindestens 199 Häftlinge ums Leben, weshalb es die Historikerin Gabriele Lotfi als eines der wenigen „Todeslager“ unter den Arbeitserziehungslagern bezeichnete.
Das Lagerpersonal bestand aus ca. 30 Personen, darunter 17 Wachmänner. Die Gefangenen wurden – entgegen der Vorschrift – von Wachmännern mit Gummiknüppeln geschlagen. Lagerkommandant Schauwacker wurde am 15. Februar 1945 von Walter Heidbreder wegen mehrerer Mordtaten bei dem Bremer Gestapo-Chef (von 14. Februar bis 31. März 1945 SS-Obersturmbannführer Oberregierungsrat Alfred Schweder) angezeigt. Schauwacker wurde daraufhin von der Gestapo seines Postens enthoben und bestraft. Nach dem Krieg verurteilte die britische Militärjustiz 1948 in Hamburg im „Bremen-Farge case“ der sogenannten Curiohaus-Prozesse weitere, an Verbrechen Beteiligte (mit Ausnahme des flüchtigen Schauwacker) zu Haftstrafen. Der Bremer Gestapo-Chef Schweder war nicht unter den Angeklagten, lediglich seine Untergebenen Hans Hasse, Walter Grauer-Carstensen und andere; Schweder, Lagerverwalter Hoyer und Lagerkommandant Schrader waren Zeugen der Anklage. Ein anderer zeitweiliger Lagerkommandant, Sebastian Schipper, war 1946 in Wilhelmshaven (Gelbkreuz-Gefängnis-Prozess) wegen dort begangener Verbrechen zum Tode verurteilt und am 23. Januar 1947 im Zuchthaus Hameln hingerichtet worden.

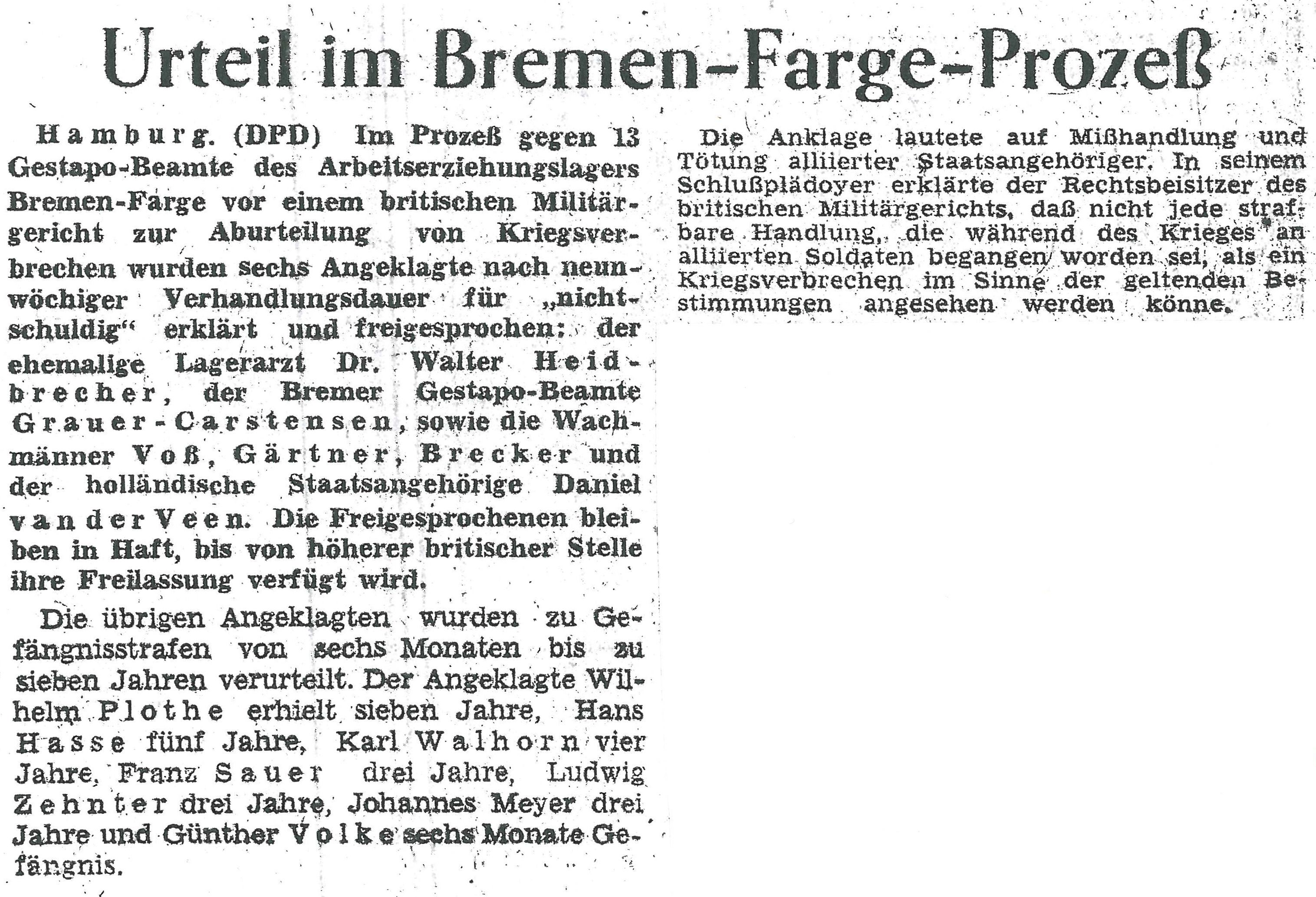
Zeitungsausschnitt, Weser-Kurier vom 26. Februar 1948

### Das Ende des Arbeitserziehungslagers Farge
Am 7. April 1945 wurden die Häftlinge von der Gestapo freigelassen bis auf etwa 200, die unter scharfer Bewachung nach Hamburg marschieren mussten, von wo sie weiter in das AEL Nordmark in Kiel-Russee deportiert wurden (unter ihnen auch Rudolf Hennig); dort wurden sie am 3. Mai 1945 von britischen Truppen befreit. Die Gebäude (Baracken) des AEL Farge wurden am 1. August 1945 vom Bauamt Bremen-Lesum übernommen, bis in die 1960er Jahre als Notunterkünfte für wohnungslose Menschen genutzt und 1968 zugunsten der Nutzung durch die Bundeswehr als Standortübungsplatz restlos beseitigt.
Von der Farger Bevölkerung wurde das AEL Farge oftmals irrtümlich mit dem seit 1943 bestehenden KZ Farge (ein Außenlager des KZ Neuengamme) gleichgesetzt. Auf dem Gelände des ehemaligen Marinegemeinschaftslagers Neuenkirchen befinden sich heute zwei Gedenkstätten mit Hinweisen auf das AEL, die Baracke 27 und die Baracke Wilhelmine.

### Liste der Lagerkommandanten
Alle Lagerkommandanten waren Angehörige/Beamte der Gestapo, einige auch SS-Führer.
- Schumacher (Vorname unbekannt), von August bis September 1940[23]
- Karl Walhorn, SS-Oberscharführer, von Oktober 1940 bis April 1944
- Sebastian Schipper (1911–1947), SS-Scharführer, von April 1944 bis 18. November 1944.
- Georg Louis Adolf (* 17. Januar 1903,† 9. Juli 1945) SS-Untersturmführer, von 18. November 1944 bis 13. Dezember 1944
- Heinrich Schauwacker, von 13. Dezember 1944 bis 20. Februar 1945
- Erich Voss, SS-Hauptscharführer, vom 20. Februar 1945 bis 1. März 1945. War zuvor Kommandant der Außenstelle des AEL Farge in Oldenburg
- Helmut Schrader, SS-Untersturmführer, vom 1. März bis ca. 5. Mai 1945

Verwaltungschef des AEL und Stellvertreter des jeweiligen Lagerkommandanten war von Mitte 1941 bis April 1945 der SS-Oberscharführer Heinrich (Heinz) Hoyer. Er führte die Lagerbücher samt Karteikarten (mit Passfoto) der Häftlinge und verbrannte sie kurz vor der Auflösung des AEL Farge (die Gestapo-Kartei des AEL Osnabrück-Ohrbeck blieb dagegen bis heute erhalten).

## Namentlich bekannte Häftlinge (Liste ist unvollständig)
- Nicolaus von Borstel
- Adolf Burgert
- Paul Brodek
- Oskar Eichentopf
- Heinrich Hartmann
- Rudolf Hess, Kinderarzt aus Bremen
- Wilhelm Jacobs
- Wilhelm Nolting-Hauff
- Emil Theil
- Klaas Touber
- Wilhelm Schmidt
- Willy Schramm
- Wilhelm Aron aus Osterholz-Scharmbeck
- Kuno Brandt aus Bremen
- Harry Callan aus Nordirland
- Manuel Gacino Calo aus Spanien
- Leonid Elbert aus der Ukraine
- Wladislaw Florek
- Ewald Frese aus Bremen
- Otto Gratzki aus Bremen
- Walter Hachenburg (1898–1965) aus Bremen[24]
- Rudolf Hennig (1890–1966) aus Bremen
- Bernhard Henze (1925–1945) aus Neuenkirchen
- Hinrich Heitmann aus Kirchlinteln
- Wilhelm Heuer aus Bremen
- Herbert Johanning (1926–2014) und sein Vater aus Bremen[25]
- Eduard Kayser (24. Juli 1895–16. April 1945 hingerichtet im Zuchthaus Brandenburg-Görden) aus Bremen[26]
- Anatoli Kleyow
- Richard Lahmann (1924–2017) aus Bremerhaven
- Fedor Larionow aus Mykolajiw (Ukraine)[27]
- Ernst Lüders aus Bremen († 23. September 1941 im KZ Groß-Rosen)[28]
- Friedrich Martens (1880–1968) aus Bremen
- Erich Pape aus Bremen
- Egon Pundsack aus Bremen
- Peter Put aus Belgien
- Jan Schinkel aus Holland
- Wübbo Sielmann (1886–15.5.1945) aus Weener
- Paul Sinasohn aus Platjenwerbe bei Bremen
- Friedrich August Hermann Sonnet (1887–1944) aus Bremen, zeitweise Bassum[29][30]
- Louis Spies aus Dijon/Frankreich
- Anton Szakacs aus der Tschechoslowakei
- Antonio Karl-Heinz Thermer[31]
- Helmut Uelzmann aus Bremen[32]
- Margarete Waller und ihr Ehemann, Heinrich Waller, SPD-Mitglied aus dem Kreis Stade und später „Kapo“ im AEL[33]
- Johann Wiele aus Bremen

### Todesfälle (Liste unvollständig)
- Andre Alleaume, Franzose † 1. Februar 1945
- Paul Asquin, Franzose † 30. Januar 1945
- Alfred Below, Deutscher (28. Juni 1889 – 12. Mai 1942) (Sepsis)
- Marcel Benuno, Franzose † 4. Februar 1945
- Anisij Bonkowski, Russe † 27. Juni 1944 (Enteritis)
- Patrick Breen, Ire † 1. Mai 1943 (Rippenfellentzündung/Tuberkulose ?)
- Josef Byczkowski (8. Juni 1920 – 15. Dezember 1943) (erschossen)
- Tadeusz Celibala, Pole (24. Mai 1923 – 15. Dezember 1943) (Entkräftung)
- Paul Chretien, Italiener(?) (31. Juli 1913 – 13. September 1944) (erschossen)
- Friedrich Clüver aus Bremen (25. November 1904 – 29. August 1943) (wurde vermutlich erschlagen)[34]
- Ludwig Cobliner * 1888, gest. 1945 ? (am 4. August 1944 in das AEL, und von dort am 22. November 1944 in das KZ Neuengamme verschleppt)[35]
- Owen Corr, Ire (22. Januar 1916 – 24. April 1944) (Flecktyphus)
- Syvert de Wit, Holländer † 21. November 1944 (Diphtherie)
- Paul Denit/Donit, Franzose (2. Oktober 1924 – 13. September 1944) (erschossen)
- Andre Dromain/Dromein, Franzose † 14. Februar 1945
- Alfred Dugrosprez, Franzose † 10. Februar 1945
- Julius Gewers, Belgier (15. Dezember 1919 – 21. März 1943) (Herz-Kreislaufschwäche)
- Hans Glücksmann aus Bremen (1889 – 5. Mai 1945) (ermordet im KZ Flossenbürg)[36]
- R. G. Gouverneur, Franzose † 30. Januar 1945
- Viktor Gücü, Franzose † 12. Januar 1945
- Johann Hlady, Pole (17. Oktober 1916 – 28. April 1942) (Lungenentzündung)
- Arthur Heydebrook, Belgier † 15. November 1944 (Entkräftung)
- Jaques, Julian, Franzose (23. August 1918 – 7. Juni 1943) (erschossen)
- Gregor Jaschtschuk, Russe (29. Dezember 1925 – 21. Oktober 1944) (erschossen)
- Henri Kleton, Holländer † 15. November 1944 (Entkräftung)
- William Hutchison Knox, Ire (5. Oktober 1883 – 2. März 1945) (Krebs)
- Tjark Kremer, Holländer (16. August 1921 – 28. Februar 1944) (erschlagen von einem deutschen Vorarbeiter)
- Jean RM Laigre/I. Leigre, Franzose †1945
- Nikolai Leduschuk, Russe † 24. Juni 1944 (Erschöpfung)
- Bernhard Leffers, Holländer † 13. Dezember 1944 (Lungenentzündung)
- Pierre le Gall, Franzose † 1945
- Andre Leger, Franzose † 27. Januar 1945
- Jan Lüyts, Franzose † 5. Januar 1945 (Entkräftung)
- Gregor Lukasewitsch, Russe † 25. November 1944 (Entkräftung)
- Tadeus Magzaiz, Pole (1922 – 25. März 1943) (Enteritis)
- Louis Meffre, Franzose † 14. Februar 1945
- Kamiel Meirlan † 6. März 1945 (Enteritis)
- Hans Mendelsohn aus Bremen (1891 – 3. Mai 1945 Lübecker Bucht)
- Tadeus Murawa (27. Oktober 1918 – 12. November 1942) (erschossen)
- Thomas Murphy, Ire (7. September 1887 – 29. April 1944) (Flecktyphus)
- Arthur Murra/Mussa † 23. März 1945
- Gerhard Nielsen, Däne (28. April 1921 – 15. April 1942) (Lungenentzündung)
- Gerald O’Hara, Ire (27. Juni 1893 – 15. März 1944) (Asthma, Kreislaufschwäche)
- Anton Radwanski (13. Juni 1920 – 7. Januar 1944) (erschossen)
- Karl Rasmussen, Däne (24. März 1918 – 1. Mai 1942) (Kreislaufversagen)
- Theo Roodvoets, Holländer (24. März 1917 – 23. Februar 1944) (Kreislaufschwäche)
- Jean Pierre Roeser, Franzose † 7. Februar 1945
- Paul Schmolski (11. Mai 1911 – 6. Dezember 1943) (erschossen)
- Wilhelm H. Storek, Deutscher † 1945 (Entkräftung)
- Josef Stopczik, Pole (10. März 1900 – 15. Juli 1943)
- Hipolit Stronk (22. August 1923 – 15. Dezember 1943) (erschossen)
- Karl Willems, Holländer † 8. April 1945 (erschossen)